# Trận Ayacucho

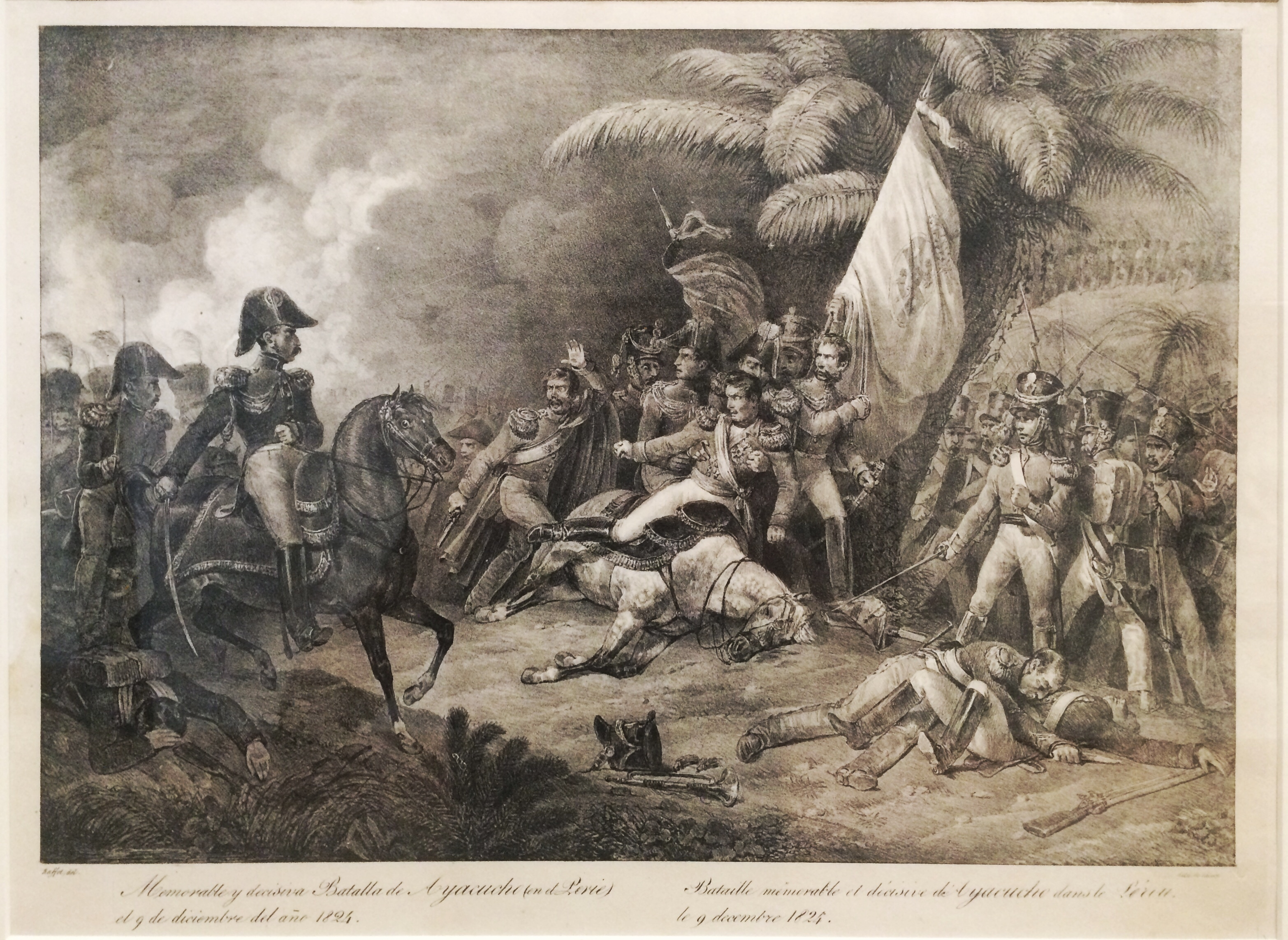
Sự bắt giữ của Tướng Serna trong Trận Ayacucho, được khắc bởi Auguste Raffe.

Trận Ayacucho (tiếng Tây Ban Nha: Batalla de Ayacucho, IPA: [baˈtaʎa ðe aʝaˈkutʃo]) là một cuộc chiến đấu quân sự quyết định trong chiến Peru ngôn Độc lập. Đó là trận chiến bảo đảm độc lập của Peru và bảo đảm độc lập cho phần còn lại của Nam Mỹ. Ở Peru, nó được coi là sự kết thúc của các cuộc chiến tranh giành độc lập của người Mỹ gốc Tây Ban Nha, mặc dù chiến dịch của kẻ chiến thắng là ông Antonio Jose de Sucre, tiếp tục đến năm 1825 ở Thượng Peru và cuộc bao vây pháo đài Chiloé và Callao cuối cùng đã kết thúc vào năm 1826.
Cho đến cuối năm 1824, những người theo chủ nghĩa Hoàng gia vẫn nắm quyền kiểm soát phần lớn phía nam Peru cũng như Pháo đài Real Felipe ở cảng Callao. Vào ngày 9 tháng 12 năm 1824, Trận Ayacucho (Trận La Quinua) đã diễn ra tại Pampa de Ayacucho (hoặc Quinua), cách Ayacucho vài km, gần thị trấn Quinua giữa lực lượng Hoàng gia và Độc lập. Các lực lượng độc lập được chỉ huy bởi trung úy Sucre của Simón Bolívar. Viceroy José de la Serna đã bị thương, và sau trận chiến, tổng tư lệnh thứ hai là ông Jose de Canterac đã ký tên vào thủ đô cuối cùng của quân đội Hoàng gia.
Quân đội Peru hiện đại kỷ niệm trận chiến này.